# Karylle
Karylle Ana Padilla Tatlonghari (22 de marzo de 1981, Manila), conocida artísticamente como Karylle, es una cantautora, presentadora de televisión, actriz, escritora y bailarina filipina. Karylle es la hija de la cantante y actriz Zsa Zsa Padilla y el Dr. Modesto Tatlonghari. En 2002, se graduó de la Universidad Ateneo de Manila con un título en Comunicaciones en Gestión de la Tecnología (Comtech). Comenzó su carrera en la cadena televisiva GMA, luego se trasladó a ABS-CBN, debido a la pelea con Marian Rivera, en relación con su exnovio Dingdong Dantes. En su última temporada en GMA y su aparición con Manny Pacquiao y Óscar de la Hoya en un combate de boxeo en Las Vegas, Nevada, compartió el pasado 6 de diciembre de 2008 este torneo. Después del evento, ella firmó un contrato con ABS-CBN para convertirse en una oficial de la Kapamilya, con su primera aparición en ASAP'08 el 14 de diciembre de 2008. Los futuros proyectos incluyen Maruja con Kristine Hermosa y la adaptación de Filipinas Amantes en París con KC Concepción y Piolo Pascual y el grandioso programa de las horas de la Princesa. Su relación mantuvo con un ex- novio, el actor Dingdong Dantes.

## Discografía
- Tiempo para brillar (2001)
- You Make Me Cante (2005)
- Canción de Mi Vida (2009) Estrella Documentos
- Otras Apariciones
- Momentos de Amor (Original Motion Picture Soundtrack) (GMA Records, 2006)
- Mano Po 3 (Universal Records, 2004)

## Filmografía
Funciones en la cadena televisiva GMA Network’s top, y ABS-CBN en 2005 

### Televisión
| Año       | Título                                    | Personaje       | Canales     |
| 2009      | Princess Hours (Philippine TV series)     | Ashley          | ABS-CBN     |
| 2009      | The Susan Roces Cinema Collection: Maruja | Nina            | ABS-CBN     |
| 2009      | Lovers in Paris (Philippine TV series)    | Donna           | ABS-CBN     |
| 2009      | ASAP Mania                                | herself\co-host | ABS-CBN     |
| 2009      | The Buzz                                  | guest actress   | ABS-CBN     |
| 2008      | Pinoy Idol Extra                          | host            | GMA Network |
| 2007      | Kamandag                                  | Spectra         | GMA Network |
| 2007      | GMA New Year Countdown Celebration        | host            | GMA Network |
| 2007      | Magic Kamison                             | Rianne          | GMA Network |
| 2006      | My Music Station                          | herself         | GMA Network |
| 2006      | Encantadia: Pag-ibig Hanggang Wakas       | Reyna Alena     | GMA Network |
| 2005      | Etheria                                   | Reyna Alena     | GMA Network |
| 2005      | MTV Pilipinas Video Music Awards          | herself         |             |
| 2005      | 1st Hip Hop Awards                        | host            |             |
| 2005      | Encantadia                                | Sang'gre Alena  | GMA Network |
| 2004      | Love To Love                              | Cathy Ruiz      | GMA Network |
| 2003      | Twin Hearts                               | Iris/Jade       | GMA Network |
| 2001-2008 | SOP                                       | herself         | GMA Network |

### Películas
- Ligaw Liham (2007) como Karen.
- Moments of Love (2006) como Lianne Santos.
- Mulawin: The Movie (2005) como Sang’gre Alena.
- Bahay ni Lola 2 (2005) como Nina.
- Mano Po 3: My Love (2004) como Judith Yang.
- Mano Po II: My Home como Rose Chan.